# Pacto de Estabilidad para el Sudeste de Europa

Miembros

El Pacto de Estabilidad para el Sudeste de Europa (SPSEE, de sus siglas en inglés: Stability Pact for South Eastern Europe) fue una institución destinada a fortalecer la paz, la democracia, los derechos humanos y la economía en los países del sudeste de Europa de 1999 a 2008. Fue reemplazada por el Consejo de Cooperación Regional (CRC) en febrero de 2008. La CRC la reemplazó porque es más "regional" que el Pacto de Estabilidad, que fue impulsado más por socios externos como la UE.

## Áreas de trabajo
Sus principales áreas de trabajo son la democratización y la defensa de los derechos humanos, la reconstrucción y la reactivación económica, la cooperación para el desarrollo y la cooperación en materia de seguridad.

## Estados miembros

Miembros
Observadores
Socios de apoyo

### Grupo 1
UE antes de la ampliación de mayo de 2004:
- Reino Unido
- Suecia
- España
- Portugal
- Luxemburgo
- Países Bajos
- Italia
- Irlanda
- Grecia
- Alemania
- Francia
- Finlandia
- Dinamarca
- Bélgica
- Austria

### Grupo 2
Europa del Sudeste
- Albania
- Bosnia-Herzegovina
- Bulgaria
- Croacia
- Eslovaquia
- Eslovenia
- Hungría
- Macedonia del Norte
- Moldavia
- Polonia
- República Checa
- Rumania
- Serbia*
- Montenegro*

(Integradas como Serbia y Montenegro)
- Turquía

### Otros países
- Estados Unidos
- Japón
- Canadá
- Rusia
- Noruega
- Suiza

- Datos: Q986826